# Kanbei Hanaya
Kanbei Hanaya (ハナヤ 勘兵衛, Hanaya Kanbei, 12 janvier 1903 - 15 mai 1991) est un photographe japonais.